# ناصر الجديدة (مدينة)
ناصر الجديدة أو غرب أسيوط هي مدينة مصرية جديدة من مدن الجيل الرابع، تقع في محافظة أسيوط، وتتبع إدارياً لهيئة المجتمعات العمرانية الجديدة، أُنشئت بقرار رئيس جمهورية مصر العربية رقم 78 لسنة 2017، تبلغ مساحتها حوالي 6006 فدان (26.70 كم²)، تبعد عن مدينة أسيوط حوالي 15 كم، وعن مطار أسيوط الدولي حوالي 4 كم، ومن المخطط أن تستوعب المدينة نحو 345 ألف نسمة.

## المخطط العام
مساحة مدينة ناصر الجديدة تقدر بنحو 6006 أفدنة من مساحة الأرض المملوكة للدولة أعلى منطقة الهضبة الغربية، وتقدر مساحة المرحلة الأولى بنحو 1600 فدان لإقامة التجمع العمراني الجديد، ويحتوي على مناطق سكنية وترفيهية واقتصادية وتعليمية وصناعية (صناعات صغيرة ومتوسطة) وخدمات إقليمية ودينية وصحية ومنطقة خدمات تجارية وحكومية وإدارية ومنطقة مولات ومنطقة لوجستية لقربها من مطار أسيوط الدولي. وتضم كذلك:
- منطقة خدمات تعليمية وترفيهية ودينية وصحية.
- منطقة صناعية تضم صناعات صغيرة ومتوسطة وتقع في أقصى جنوب المدينة.
- منطقة لوجستية تقع في الجزء الشمالي من المدينة وتقدر مساحتها في حدود 1500 فدان.

## البنية التحتية

### مياه الشرب والصرف الصحي
- وحدة معالجة مدمجة، سعة 1000 متر/ يوم.
- محطة مياه الشرب والتنقية على مساحة 35 فدانا بطاقة 25 ألف م3/يوم «مرحلة أولى».
- محطة الآبار بقدرة 1600 متر/ يوم كحل عاجل لتغذية عمارات سكن مصر والإسكان الاجتماعى.
- بوستر وخط ناقل لمياه النيل إلى المدينة بطول 20 كيلومترا وقطر 1000مم وتتضمن منطقة البوستر (محطة الرفع) و2 خزان ومبنى المولدات والمبنى الإداري.

### الكهرباء
- محطة محولات مؤقتة قدرة 40 م.ف.أ جهد 66 ك.ف كحل عاجل تتكون من 9 موزعات ومحول 40 ميجا لتغذية المدينة بالكامل.[8]
- شبكة كهرباء بقيمة 59 مليون جنيه.

### الطرق والاتصالات
- تم الانتهاء من تنفيذ الأعمال المدنية لشبكة التليفونات الرئيسية والثانوية.[9]

## الخدمات
- يوجد بالمدينة مركز شباب مصغر بمنطقة سكن مصر بالحي الأول بالمدينة، وبه مبنى اجتماعي وحمام سباحة وملاعب تنس وكرة قدم خماسية، وسوق تجارية تضم 8 محال، ومدرسة تعليم أساسي بمركز خدمات الإسكان الاجتماعي سعة 33 فصلا، وحضانة طفل، ووحدة صحية، ونقطة شرطة، ونقطة إطفاء.[10]

### الإسكان
- تحنوي المدينة علي 15 عمارة بها 360 وحدة ضمن مشروع سكن كل المصريين، بالإضافة إلى مشروع «سكن مصر» بعدد 60 عمارة تضم 1440 وحدة سكنية، ويضم وحدات إدارية ومحال تجارية، ومشروع «سكن مصر» 50 عمارة بإجمالى وحدات 1200 وحدة، ويضم وحدات إدارية ومحال تجارية، ومشروع آخر يضم 66 عمارة بإجمالى 1584 وحدة سكنية.[11]
- مشروع بورتو أسيوط للتنمية السياحية بنشاط " عمراني متكامل " بمساحة 78 فدانا، ومشروع زهو التابع لشركة مدينة نصر للإسكان والتعمير بنشاط " عمراني متكامل " بمساحة 104 أفدنة ويضم أكثر من 1250 وحدة سكنية.[11][12]

### التعليم
- جامعة بدر بأسيوط هي جامعة مصرية خاصة مملوكة لشركة القاهرة للاستثمار والتنمية العقارية، مقام علي مساحة 81 فدان يضم الفرع 17 كلية والمقرر البدء بتشغيل 6 كليات طبية هي الطب البشري والأسنان والصيدلة والعلاج الطبيعي والتمريض والتكنولوجيا الحيوية.[13]